# همت‌آباد زمانی
همت‌آباد زمانی، روستایی از توابع دهستان تحت جلگه بخش مرکزی شهرستان فیروزه در استان خراسان رضوی ایران است.

## جمعیت
این روستا در دهستان تخت جلگه قرار دارد و براساس سرشماری مرکز آمار ایران در سال 1390، جمعیت آن 1٬610 نفر (720 خانوار) بوده‌است.